# Siegfried Matthus
Siegfried Matthus (Mallenuppen, 13 aprile 1934 – Stolzenhagen, 27 agosto 2021) è stato un compositore e direttore d'orchestra tedesco.
Siegfried Matthus nacque a Mallenuppen (ora in russo Задорожье? Zadorož'e), Circondario di Darkehmen, Prussia orientale).

## Biografia
Matthus frequentò la scuola secondaria a Rheinsberg, seguita da studi presso la Deutsche Hochschule für Musik di Berlino Est. Dopo la laurea, proseguì gli studi in composizione con Rudolf Wagner-Régeny e Hanns Eisler e fu poco dopo che fu nominato il più giovane compositore residente nella storia della Komische Oper Berlin da Walter Felsenstein. Matthus ha scritto più di una dozzina di opere teatrali. L'opera Die Weise von Liebe und Tod des Cornets Christoph Rilke (Il senso dell'Amore e della Morte di Cornet Christoph Rilke) basata su Rainer Maria Rilke è stata completata nel 1983, prima esecuzione a Dresda nel 1985, messa in scena anche ad esempio dal Touring Opera Glyndebourne nel 1993. L'opera Graf Mirabeau (1987-88) viene ambientata durante la Rivoluzione Francese. Era stata commissionata per il 200º anniversario della presa della Bastiglia e godette di produzioni simultanee sia in Germania Est che in Germania Ovest, ed anche in Cecoslovacchia, Unione Sovietica e Francia. L'opera è stata anche registrata dalla Staatsoper di Berlino (Est). Altre registrazioni d'opera comprendono la sua "visione d'opera" Judith (1984), basata sul Vecchio Testamento da parte della Komische Oper di Berlino (Est) e la sua Der letzte Schuss con la Berlin Radio Symphony Orchestra. Nel 2003 ha composto la musica per un balletto e adattamento dell'opera di Michael Ende di La storia infinita.
Matthus è stato anche un prolifico compositore di opere per orchestra e da camera e composizioni per recital. Egli ha goduto di una stretta relazione di lavoro con il direttore Kurt Masur, che ha presentato molte prime mondiali della sua musica, tra cui quello che Matthus ha chiamò "l'incarico della mia vita", un Te Deum per la riconsacrazione della Frauenkirche di Dresda, trasmesso in diretta 11 Novembre 2005. Le sue opere sono presenti in più di venti registrazioni da alcune delle più importanti orchestre sinfoniche della Germania e gruppi di musica da camera.
Matthus è stato il direttore artistico della Kammeroper Rheinsberg dal 1991. Egli è anche il fondatore e direttore del Festival di Musica Rheinsberg e cittadino onorario della città di Rheinsberg.
In data 25 gennaio 2009, Leon Botstein e l'American Symphony Orchestra hanno presentato la prima esecuzione per New York del "Responso" di Matthus, una sinfonia in quattro movimenti scritta nel 1977.
È morto nel 2021 dopo una lunga malattia.

## Compositioni

### Opera
- 1960–63 Lazarillo von Tormes
- 1966/67 Der letzte Schuss (L'ultimo colpo)
- 1971 Noch einen Löffel Gift, Liebling? (Un altro cucchiaino di veleno, Darling?) (Opera criminale comica di Peter Hacks basata sulla commedia Il matrimonio Risky di Saul O'Hara)
- 1972–74 Omphale (by Peter Hacks)
- 1974 Mario the Magician
- 1983/84 Die Weise von Liebe und Tod des Cornets Christoph Rilke (Il senso dell'Amore e della Morte di Cornet Christoph Rilke) (basata su Rilke)
- 1982–84 Judith (basata su Friedrich Hebbel)
- 1987/88 Graf Mirabeau
- 1990 "Judith" American Premier at the Santa Fe Opera
- 1990/91 Desdemona und ihre Schwestern (Desdemona e le sue sorelle) (basata su Christine Brückner)
- 1998 Farinelli oder die Macht des Gesanges (Farinelli o la potenza del canto)
- 1998/99 Kronprinz Friedrich (libretto di Thomas Höft)
- 2003 Die unendliche Geschichte (basata su La storia infinita di Michael Ende commissionato dal Dipartimento per la Cultura della Renania-Palatinato, libretto di Anton Perrey)